# Patrick Dunne (Schriftsteller)
Patrick John Dunne (* in Dublin) ist ein irischer Fernsehregisseur, Produzent und Schriftsteller.

## Leben
Dunne studierte zunächst Literatur und Philosophie, war danach als Musiker aktiv und führte mit seiner Band ein Musical mit keltischen Themen auf. Seit über 20 Jahren ist er als Regisseur und Produzent beim irischen Rundfunk und Fernsehen tätig. 
2000 veröffentlichte er seinen ersten Roman Die Keltennadel (Originaltitel: Days of Wrath), mit dem er nicht nur in seiner irischen Heimat, sondern auch in Deutschland die Bestsellerlisten erobern konnte. Seinem Debüt ließ er die beiden Titel Das Maya-Ritual (The Skull Rack) und Das Keltengrab (A Carol for the Dead) folgen, veröffentlichte inzwischen sieben Kriminalromane und gehört zu den erfolgreichsten Autoren Irlands.

## Werke
Jane Wayde
- Days of Wrath (2000)
  - dt.: Die Keltennadel (2000), ISBN 3-404-14645-X
- Psychic (2012)
  - dt.: Totenbild (2012), ISBN 978-3-442-37359-8
- Byzantium (2013)
  - dt.: Gottesgericht (2013), ISBN 978-3-442-37789-3

Archäologin Illaun Bowe
- A Carol for the Dead (2005), ISBN 0717138046
  - dt.: Das Keltengrab (2005), ISBN 3-8090-2473-2
- The Lazarus Bell (2006), ISBN 0717138070
  - dt.: Die Pestglocke (2008), ISBN 978-3-8090-2470-5
- The Godstone
  - dt.: Opferstätte (2010), ISBN 978-3-80902564-1

Einzeltitel
- The Skull Rack (2001)
  - dt.: Das Maya-Ritual (2002), ISBN 3-404-15089-9